# جيمس ألفوس جلان
جيمس ألفوس جلان هو طيار بطل كندي، ولد في 23 يونيو 1890 في Municipality of Killarney-Turtle Mountain ‏ في كندا، وتوفي في 7 مارس 1962.